# La Bernerie-en-Retz
 La Bernerie-en-Retz  (en bretón Kerverner-Raez) es una población y comuna francesa, situada en la región de Países del Loira, departamento de Loira Atlántico, en el distrito de Saint-Nazaire y cantón de Bourgneuf-en-Retz. Con la llegada del ferrocarril en 1875 se transformó en una importante zona de turismo familiar por sus baños de mar.

## Demografía
| 1593 | 1683 | 1735 | 1799 | 1828 | 2139 |
| Para los censos de 1962 a 1999 la población legal corresponde a la población sin duplicidades (Fuente: INSEE [Consultar]) |      |      |      |      |      |